# Nemzetközi Török Kulturális Szervezet
A Nemzetközi Török Kulturális Szervezet (törökül: Uluslararası Türk Kültürü Teşkilatı, TÜRKSOY) egy nemzetközi kulturális szervezet, melynek tagjai olyan országok, ahol jelentős török népesség él és a török nyelvcsaládba tartozó nyelveket beszélnek. A TÜRKSOY egyrészt a szervezet korábbi hivatalos nevének – Türk Kültür ve Sanatları Ortak Yönetimi, „A Török Kultúra és Művészetek Közös Szervezete” – rövidítése, másrészt összetett szó a Türk (török) és soy (származás) szavakból.
A TÜRKSOY főtitkára Dujszen Kaszejinov, Kazahsztán volt kulturális minisztere. A szervezet központja Ankarában található.

## Története
A szervezet gyökerei 1992-ig nyúlnak vissza, amikor az azeri, a kazak, a kirgiz, az üzbék, a török és a türkmén kulturális miniszter bakui és isztambuli találkozókon eldöntötte, hogy országaik egy kulturális egyezség keretein belül együtt fognak működni. A TÜRKSOY alapító okiratát 1993. július 12-én írták alá Almatiban.
1996-ban hivatalos együttműködés jött létre a TÜRKSOY és az UNESCO között, konzultációkról és egymás kölcsönös képviseletéről.
A TÜRKSOY a tervek szerint a 2009. november 3-án megalapított Türk Tanács, a török nyelvű országok geopolitikai szervezete részévé fog válni.

## Tagok
A TÜRKSOY tagjai jelenleg (2016) hat szuverén állam és két nem szuverén ország, utóbbiak megfigyelő státuszban.
| Tagállam       | Nyelv   | Megjegyzés                                                                        |
| -------------- | ------- | --------------------------------------------------------------------------------- |
| Azerbajdzsán   | azeri   |                                                                                   |
| Kazahsztán     | kazak   |                                                                                   |
| Kirgizisztán   | kirgiz  |                                                                                   |
| Törökország    | török   |                                                                                   |
| Türkmenisztán  | türkmén |                                                                                   |
| Üzbegisztán    | üzbég   |                                                                                   |
| Megfigyelőként | Nyelv   | Megjegyzés                                                                        |
| Găgăuzia       | gagauz  | Moldova autonóm területe.                                                         |
| Észak-Ciprus   | török   | Csak Törökország által elismert, de facto független köztársaság Ciprus területén. |

### Korábbi tagok
Oroszország hat szövetségi állama volt tagja a TÜRKSOY-nak, a 2015 őszén egy orosz katonai repülőgépet a török légtér megsértése miatt lelövő törökök miatt azonban Oroszország mind a hat állam TÜRKSOY-tagságát felfüggesztette.

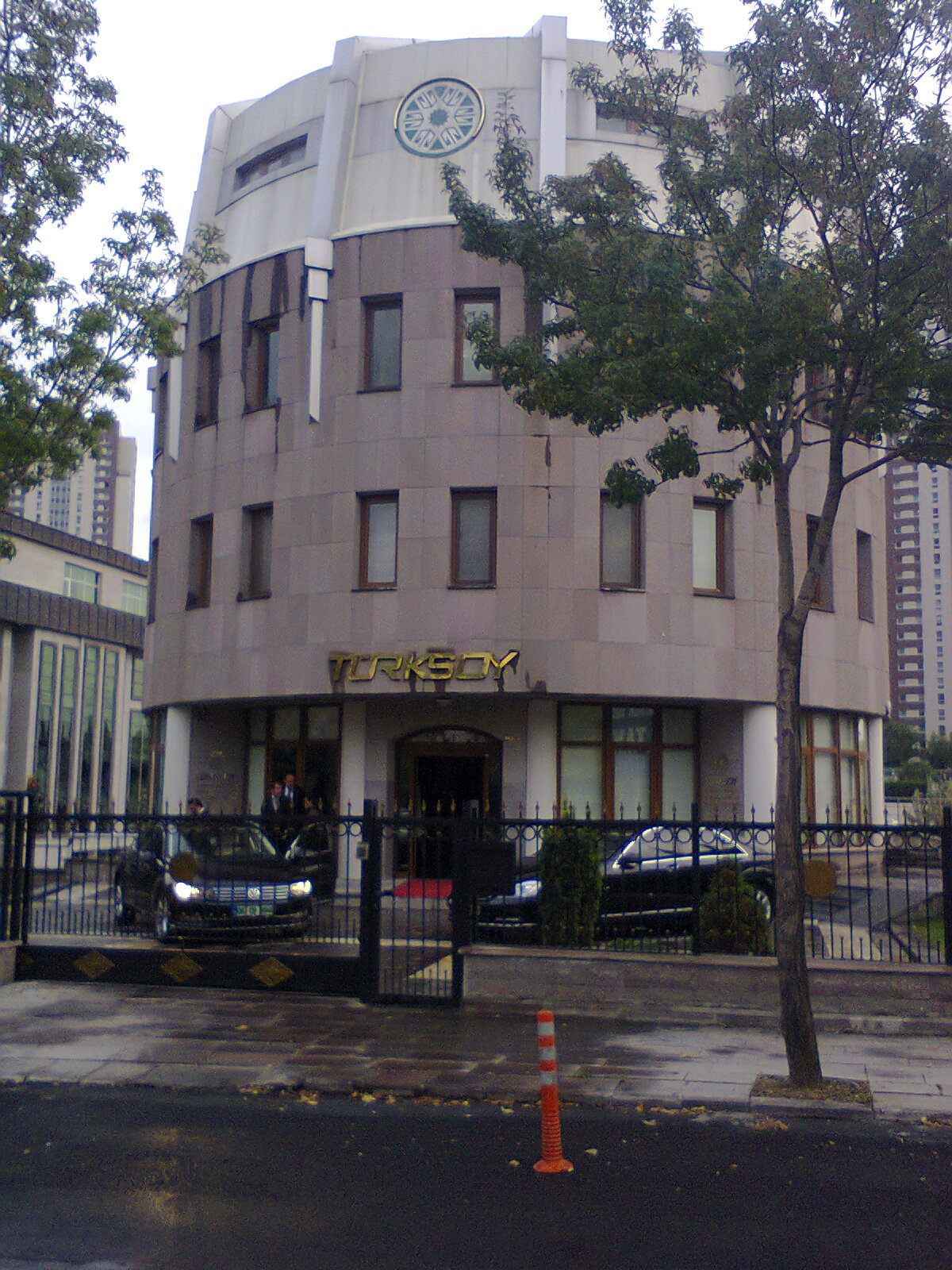
A TURKSOY ankarai központja

| Megfigyelőként                        | Nyelv  | Megjegyzések                       |
| ------------------------------------- | ------ | ---------------------------------- |
| Sablon:Country data Altaj köztársaság | altaj  | Oroszország egy szövetségi állama. |
| Baskíria                              | baskír | Oroszország egy szövetségi állama. |
| Hakaszföld                            | hakasz | Oroszország egy szövetségi állama. |
| Jakutföld                             | jakut  | Oroszország egy szövetségi állama. |
| Tatárföld                             | tatár  | Oroszország egy szövetségi állama. |
| Tuva                                  | tuva   | Oroszország egy szövetségi állama. |

## Tevékenységei
A TURKSOY tevékenységeinek célja a török népek közti kulturális kapcsolatok erősítése, a közös kulturális örökség megőrzése az eljövendő nemzedékek számára és megismertetésük a világgal.
Tevékenységeik és az általuk szervezett rendezvények többek közt:
- A török világ művészei – fényképészek, festők, operaénekesek, költők, újságírók, színtársulatok, táncosok és zenekarok – találkozói;
- Három nyelven kiadott folyóirat megjelentetése havonta;
- Művek publikálása különféle nyelveken és nyelvjárásokban;
- Megemlékezés a képzőművészekről, írókról, költőkről és tudósokról, akik hozzájárultak a török kultúrához;
- Konferenciák és szimpóziumok a török népek közös történelmével, nyelveivel, kultúrájával, művészetével kapcsolatban;
- Nevruz napi ünnepségek, köztük koncertek és más rendezvények az UNESCO főhadiszállásán 2010-ben, az ENSZ közgyűlésének csarnokában 2011-ben és sok más országban, köztük Németországban, Ausztriában és az Egyesült Királyságban.

## A török világ kulturális fővárosa
Minden évben megválasztják a török világ egyik városát kulturális fővárosnak. Ehhez kapcsolódóan számos kulturális rendezvényre sor kerül, melyeken művészek, tudósok és értelmiségiek nagy számban vesznek részt, cserélnek tapasztalatot és reklámozzák a várost a nemzetközi közösség előtt.
A közelmúlt kulturális fővárosai:
- 2012: Asztana, Kazahsztán
- 2013: Eskişehir, Törökország
- 2014: Kazany, Tatárföld
- 2015: Merv, Türkmenisztán
- 2016: Shaki, Azerbajdzsán[5]

## Finanszírozása
A TURKSOY-t az egyes tagállamok mellett önkormányzatok, egyetemek és civil szervezetek támogatják.

## Fordítás
- Ez a szócikk részben vagy egészben  az   International Organization of Turkic Culture című angol Wikipédia-szócikk ezen változatának fordításán alapul.  Az eredeti cikk szerkesztőit annak laptörténete sorolja fel. Ez a jelzés csupán a megfogalmazás eredetét és a szerzői jogokat jelzi, nem szolgál a cikkben szereplő információk forrásmegjelöléseként.